# Antoinette de Saxe-Altenbourg
La princesse Antoinette de Saxe-Altenbourg (17 avril 1838 – 13 octobre 1908) est une princesse de Saxe-Altenbourg par la naissance et duchesse d'Anhalt par le mariage.

## Biographie
Antoinette est le deuxième enfant d'Édouard de Saxe-Altenbourg (1804-1852) de son premier mariage avec Amélie de Hohenzollern-Sigmaringen (1815-1841), fille de Charles de Hohenzollern-Sigmaringen (1785-1853).
Elle épouse le 22 avril 1854 à Altenbourg le futur Frédéric Ier d'Anhalt (1831-1904). Le mariage est fait pour des raisons dynastiques et Antoinette épouse l'un des plus riches princes allemands. À l'occasion du mariage, une médaille commémorative est gravée.
Antoinette et Frédéric ont eu six enfants:
1. Léopold d'Anhalt (1855-1886), marié à la princesse Élisabeth de Hesse-Cassel en 1884.
2. Frédéric II d'Anhalt (1856-1918), épousa la princesse Marie de Bade en 1889.
3. Élisabeth d'Anhalt (1857-1933), mariée à Adolphe-Frédéric V de Mecklembourg-Strelitz en 1877.
4. Édouard d'Anhalt (1861-1918), marié à la princesse Louise-Charlotte de Saxe-Altenbourg, en 1895.
5. Aribert d'Anhalt (1866-1933), marié à la princesse Marie-Louise de Schleswig-Holstein en 1891.
6. Alexandra d'Anhalt (1868-1958), mariée à Sizzo de Schwarzbourg en 1897.